# Гарсия-Аранда, Хосе Мария
Хосе Мария Гарсия-Аранда Энсинар (исп. José María García-Aranda Encinar; род. 3 марта 1956, Мадрид) — испанский футбольный арбитр и футбольный функционер. С 2003 по 2010 годы возглавлял судейский департамент ФИФА.

## Биография
Судейством родившийся в Мадриде Хосе Мария занялся в 1964 году — 8-летнего мальчишку увлёк футболом его отец. На протяжении нескольких лет он обслуживал матчи местных любительских команд, пока в 1974 году по достижении совершеннолетия не присоединился к Кастильской Ассоциации судей, получив региональную категорию. В 1980 году молодой арбитр был удостоен уже национальной категории, позволяющей обслуживать самые серьёзные матчи страны
В высшем дивизионе чемпионата Испании в качестве арбитра дебютировал в 1989 году — 3 сентября он обслужил матч между «Реалом Овьедо» и «Кастельоном». Всего Гарсия-Аранда отсудил 173 поединка испанской Примеры, а последней его игрой в карьере стал финал Кубка Испании 2000/01.
Став в 1993 году судьёй ФИФА международной категории Хосе Мария Гарсия-Аранда обслуживал игры Лиги чемпионов УЕФА и Кубка УЕФА, в том числе один из финальных матчей Кубка УЕФА 1996/97, а в декабре 1997 года был назначен главным судьёй матча за Межконтинентальный кубок.
В 1996 году Гарсия-Аранда вошёл в список арбитров футбольного турнира Олимпийских игр в Атланте, где отработал один матч группового этапа, а также одну из полуфинальных встреч. Два года спустя отсудил матч открытия чемпионата мира, а также одну из игр 1/8 финала и одну полуфинальную игру. В 2000 году испанцу были доверены два матча Евро-2000: одна встреча группового этапа и один четвертьфинал.
По окончании в 2001 году карьеры футбольного судьи Хосе Мария Гарсия-Аранда возглавил академию судейства Испании при Королевской испанской федерации футбола, а также вошёл в комитет ФИФА по футболу и в комитет УЕФА по судейству. В 2003 году испанец возглавил судейский департамент ФИФА и проработал на этом посту в течение 8 лет, после чего занялся консультированием по спорту и судейству.
В апреле 2011 года Гарсия-Аранда был приглашён Российским футбольным союзом на должность советника президента организации по вопросам судейства. По окончании контракта с РФС, испанец работал советником президента Перуанской футбольной федерации по вопросам судейства и директором по развитию судейства, помогал в предсезонной подготовке судей Федерации Футбола штата Сан-Паулу, консультировал Бразильскую конфедерацию футбола.